# Очень скучная история
Очень скучная история — художественный фильм азербайджанского режиссёра Джамиля Кулиева. Экранизация рассказа Эльданиза Кулиева, снятая 1988 году.

## Сюжет
Сыновья уехали в город и за повседневными делами совсем забыли о своих стареющих родителях, оставшихся в селе. Лишь известие о болезни отца заставляет их собраться в родном доме и почувствовать, насколько они близки и дороги друг другу

## В ролях
- Гамлет Хани-Заде — Фуад
- Рафик Алиев — Рауф
- Гиули Чохонелидзе — отец
- Патимат Хизроева — мать

## Съёмочная группа
- Автор сценария: Эльданиз Кулиев
- Режиссёр-постановщик: Джамиль Кулиев
- Оператор-постановщик: Рафик Кулиев